# Аэроопылитель
Аэроопылитель, или аэропыл, — аппарат, устанавливаемый на самолёте для распыления отравляющим порошком пространств, заражённых вредителями сельскохозяйственных культур. Состоит из блока для помещения порошка, подающего механизма и выводящего рукава. Аэропыл помещают на самолёте в фюзеляже. Порошок через выводной рукав выбрасывается наружу снизу или сбоку фюзеляжа.

## История
В 1930-х годах в СССР для сельскохозяйственных нужд был разработан биплан У-2АП конструкции Н. Н. Поликарпова. Некоторые модификации базовой модели У-2 позволили разместить за кабиной лётчика бак на 250 кг гранулированных ядохимикатов.
Порошок из бака попадал в установленный под фюзеляжем плоский распылитель, конструкция которого зависела от размеров распыляемых гранул. Самолёт мог использоваться для посева лесов, семян растений, для закрепления песчаных барханов и др. Допускалась установка бака для жидких ядохимикатов.
Первые 16 «Аэропылов» завод выпустил в 1930 году, потом годовые темпы производства машины постоянно наращивались. Например, в 1932 году было выпущено 173 машины АП.